# Bernhard Grant
Bernhard Grant (Taufname Alexander Grant; * 1725 wohl in Strathaven, Schottland; † 4. Dezember 1796 in Regensburg) war ein in Deutschland wirkender Geistlicher und Mathematiker schottischer Abkunft.

## Leben
Bernhard Grant trat früh in den Benediktinerorden ein und siedelte nach Deutschland über. Er kam als Jugendlicher im Oktober 1739 ins Seminar nach Regensburg. 1746 legte er die Profess ab und trat um 1750 in den Priesterstand. Von 1751 bis 1781 wirkte er als Professor für Mathematik und Physik an der Universität Erfurt. Er verfasste mehrere Lehrbücher auf dem Gebiet der Naturwissenschaften und Mathematik:
- Mathematische Lehrstunden aus der Arithmetik, Geometrie und Trigonometrie, Erfurt 1756; Frankfurt 1765; Erfurt 1774
- Elementa philosophiae, Erfurt 1762
- Praelectiones encyclopaedicae in physicam experimentalem et historiam naturalem, Erfurt 1770
- Enzyklopädische Lehrstunden über die Naturlehre und Naturgeschichte, Gotha 1779

Diese Schriften waren sehr kurz und klar gefasst und wurden teilweise als Lehrbücher im Schulunterricht verwendet, mussten aber später neueren und zum Teil auch besseren Handbüchern weichen.
1779 wurde Grant zum Prior des Schottenklosters St. Jakob in Erfurt ernannt. Ab 1781 lebte er wieder in Regensburg, war dort bis 1794 als Direktor des Seminars tätig und unterrichtete Philosophie. Ferner erneuerte er das mathematische Museum. Ab 1795 war er aber so krank, dass er meist im Bett liegen musste. Er starb Ende 1796 im Alter von 71 Jahren.